# Spilosmylus tuberculatus
Spilosmylus tuberculatus är en insektsart som först beskrevs av Walker 1853.  Spilosmylus tuberculatus ingår i släktet Spilosmylus och familjen vattenrovsländor. Inga underarter finns listade i Catalogue of Life.